# سلطنة العوالق السفلى
سلطنة العوالق السفلى، هي إحدى الكيانات التي كانت قائمة في عهد الاستعمار البريطاني لعدن. حيث كانت جزءً من محمية عدن ثم أصبحت عضواً في اتحاد إمارات الجنوب العربي الذي خلفه اتحاد الجنوب العربي.

## تاريخ
تقع في جنوب شرق الجنوب العربي وحالياً تقع في مديريتي المحفد وأحور وتضم قبيلة آل باكازم.
انفصلت سلطنة العوالق السفلى عن سلطنة العوالق العليا في القرن 18. وفي نهاية القرن 19 أصبحت المنطقة تحت التأثير البريطاني وأصبحت السلطنة جزءً من محمية عدن. انضمت المشيخة إلى اتحاد إمارات الجنوب العربي في شباط / فبراير 1960، وإلى اتحاد الجنوب العربي في كانون الثاني / يناير 1963. آخر سلاطين سلطنة العوالق السفلى هو ناصر بن عيدروس العولقي والنائب الثاني للسلطنة هو أخيه الأمير علي بن عيدروس العولقي وقد تم سجن السلطان هو وابن عمه حاكم السلطنة الأمير علي عبد الله عيدروس العولقي عندما ألغيت السلطنة في عام 1967 وعند تأسيس جمهورية اليمن الديمقراطية الشعبية التي هي الآن جزء من الجمهورية اليمنية. قد حكم على السلطان ناصر بالسجن لعشر سنوات ولكنه قضى سبعة عشر عاماً في السجن، وتم إطلاق سراحه في نهاية عهد على ناصر محمد وغادر إلى السعودية وأقام فيها، وقد توفاه الله في 1438/10/3هـ.